# Lycosa bezzii
Lycosa bezzii là một loài nhện trong họ Lycosidae.
Loài này thuộc chi Lycosa. Lycosa bezzii được Cândido Firmino de Mello-Leitão miêu tả năm 1944.